# Mario van Gisteren
Mario van Gisteren (Katwijk, 1958) is een Nederlandse professioneel jockey en trainer van volbloedpaarden en Arabieren. In de dertig jaar dat hij actief was behaalde hij ruim 350 overwinningen in binnen- en buitenland.
Als zestienjarige begon hij in de paardensport te werken voor Hans Wolffers onder wie hij als leerling-jockey kampioen werd.
Later werd hij freelancer en won vijf maal de Cesarewitch, de zwaarste ren op Duindigt van 3600 meter.
In 1988 kwam de wereldbekende Sir Lester Piggott op Duindigt racen, de thuishaven van Mario van Gisteren.

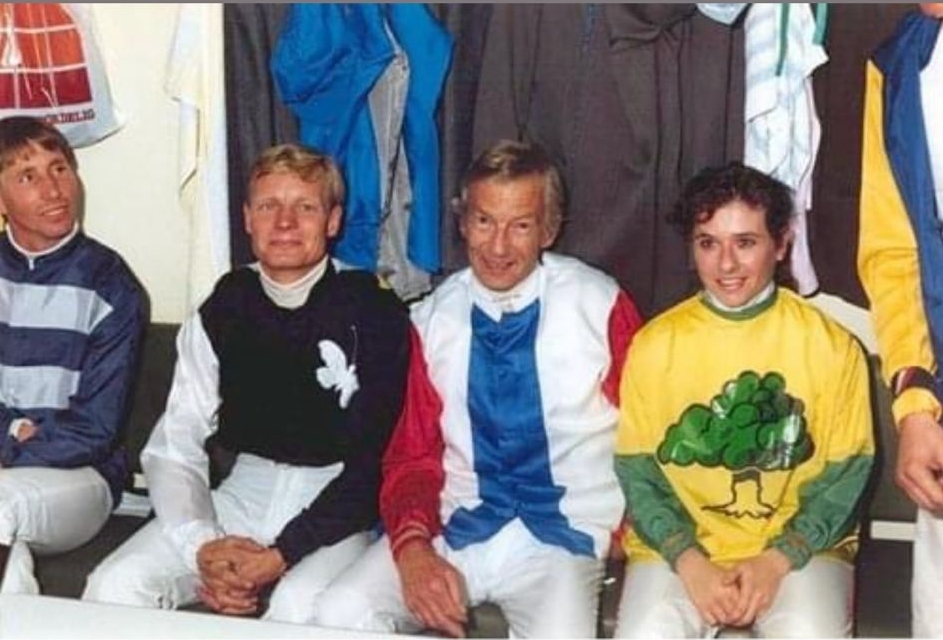
Mario van Gisteren met Sir Lester Piggott

Andere bijzondere successen in hoog genoteerde koersen:
- W.J. Jochems Memoriaal (met Another Pinta -1977)
- De Wassenaarse Pauw (met Sir Wouter - 1980)
- W.J. Jochems Memoriaal (met Rober - 1982)
- Clingendaal-ren (met Touch of Class - 1991)

In 1999 werd hij gevraagd om op te komen draven voor een aflevering van het bekende satirische programma Jiskefet.
1. ↑  Jisketfet, aflevering 9 mei 1999